# Сен-Пар-ле-Вод
Сен-Пар-ле-Вод (фр. Saint-Parres-lès-Vaudes) — коммуна во Франции, находится в регионе Шампань — Арденны. Департамент — Об. Входит в состав кантона Бар-сюр-Сен. Округ коммуны — Труа.
Код INSEE коммуны — 10358.
Коммуна расположена приблизительно в 160 км к юго-востоку от Парижа, в 90 км южнее Шалон-ан-Шампани, в 18 км к юго-востоку от Труа.

## Население
Население коммуны на 2008 год составляло 984 человека.
| 1962 | 1968 | 1975 | 1982 | 1990 | 1999 | 2008 |
| ---- | ---- | ---- | ---- | ---- | ---- | ---- |
| 666  | 726  | 771  | 977  | 922  | 960  | 984  |

## Экономика
В 2007 году среди 630 человек в трудоспособном возрасте (15—64 лет) 442 были экономически активными, 188 — неактивными (показатель активности — 70,2 %, в 1999 году было 68,1 %). Из 442 активных работали 399 человек (227 мужчин и 172 женщины), безработных было 43 (13 мужчин и 30 женщин). Среди 188 неактивных 39 человек были учениками или студентами, 57 — пенсионерами, 92 были неактивными по другим причинам.

## Фотогалерея
- Дом Поля Мёнье[фр.] (1910)
- Памятник на могиле Поля Мёнье (1923)
- Карта коммуны